# Leptaulax punctatus
Leptaulax punctatus is een keversoort uit de familie Passalidae. De wetenschappelijke naam van de soort is voor het eerst geldig gepubliceerd in 1995 door Iwase.